# .pn
.pn является доменом верхнего уровня для Островов Питкэрн.
Домен верхнего уровня был предметом спора в 2000 году между островитянином Томом Кристианом, которому ICANN передала управление доменом, и правительством острова. Спор был решён ICANN постановлением о повторной передаче домена Совету острова Питкэрн.
Официальный домен .pn стоит 100 долларов в год из реестра. Сайтов, использующих эти домены, относительно мало, но, например Academic Hosting (ac.pn, Архивная копия от 26 декабря 2017 на Wayback Machine), ESPN (es.pn) и Groupon (gr.pn), каждый из которых использует домен для служб сокращения URL-адресов .
Субдомены под различными двухбуквенными доменами .pn предлагались как бесплатные перенаправления и как доменные имена многими провайдерами. В августе 2017 года Free EU Hosting, один из таких провайдеров, объявил, что из-за опасений по поводу репутации они прекращают поддержку своих популярных субдоменов eu.pn и me.pn и что в конечном итоге они перестанут работать, предлагая существующим клиентам альтернативные субдомены.

## Домены второго уровня
- .ac.pn
- .in.pn
- .co.pn
- .eu.pn (прекращён)
- .org.pn
- .net.pn
- .me.pn (прекращено)